# Nhlanhla Nene
Nhlanhla Musa Nene ([ntɬantɬa]), né le 5 décembre 1958, est un ancien ministre des Finances de l'Afrique du Sud,, nommé le 25 mai 2014 et révoqué par le Président Jacob Zuma le 9 décembre 2015. Il était auparavant vice-ministre des finances dans le Cabinet de l'Afrique du Sud de novembre 2008 à mai 2014. Il retrouve son poste le 28 février 2018 dans le gouvernement Ramaphosa. Il démissionne de nouveau le 9 octobre 2018.